# یوشیتو تراکاوا
یوشیتو تراکاوا (انگلیسی: Yoshito Terakawa؛ زادهٔ ۶ سپتامبر ۱۹۷۴) بازیکن فوتبال اهل ژاپن است.
از باشگاه‌هایی که در آن بازی کرده‌است می‌توان به باشگاه فوتبال یوکوهاما مارینوس، باشگاه فوتبال آلبیرکس نیگاتا، و باشگاه فوتبال جف یونایتد ایچیهارا چیبا اشاره کرد.